# Дама в саду Сент-Адресс
«Дама в саду Сент-Адресс» — картина Клода Моне из собрания Государственного Эрмитажа. Написана масляными красками на холсте и имеет размеры 82 × 101 см.
Для центральной фигуры женщины в белом платье и с зонтиком художнику позировала Жанна-Маргерита Лекадр, жена двоюродного брата Клода Моне (в каталоге-резоне творчества Моне картина значится под названием «Jeanne-Marguerite Lecadre au Jardin» — «Жанна-Маргерита Лекадр в саду»). Художница Берта Моризо иронично отмечала: «Перед его картиной я всегда знаю, с какой стороны держать свой зонтик». Искусствовед Н. Скоробогатько так описывает картину: «Фигура дамы, гуляющей в саду в белом платье под белым зонтом, словно соткана из отражения неба и солнца, из голубоватой тени в складках платья и золотистого ореола зонта, сквозь который просвечивает солнце».

## История
Картина написана в 1867 году в окрестностях Гавра — в имении Ле Като в Сент-Адрессе, принадлежавшем родственникам Моне семье Лекадр.
В 1879 году картина была выставлена Моне на четвёртой выставке импрессионистов под названием «Сад».
По завершении работы картина оставалась в собственности семьи Лекадр, затем, сменив двух владельцев, в 1893 году оказалась в галерее Дюран-Рюэля, где в 1899 году её приобрёл московский купец и коллекционер П. И. Щукин, который в 1912 году продал картину своему брату С. И. Щукину. После Октябрьской революции его собрание было национализировано и эта картина среди прочих оказалась в Государственном музее нового западного искусства, а после расформирования музея в 1948 году была передана в Государственный Эрмитаж.
При рентгеноскопическом исследовании картины в реставрационных мастерских Эрмитажа была выявлена записанная мужская фигура, расположенная правее женщины.
С конца 2014 года выставляется в Галерее памяти Сергея Щукина и братьев Морозовых в здании Главного Штаба (зал 403).
Главный научный сотрудник Отдела западноевропейского изобразительного искусства Государственного Эрмитажа, доктор искусствоведения А. Г. Костеневич в своём очерке французского искусства XIX — начала XX века отмечал, описывая картину:

Сама дама … не случайно показывается спиной к зрителю. Художника интересует не её характер, не возможность сочинения занимательного сюжета, а поведение света, не умирающего даже в тенях. Можно предположить, что изображение дамы в картине вызвано необходимостью уравновесить какое-либо голубое пятно в правой части. … Платье дамы не только красиво сочетается с окружающей зеленью. Оно ясно раскрывает одну из важнейших проблем импрессионистической живописи: взаимоотношение цвета, света и тени на пленэре. В отличие от старых мастеров, писавших свои картины в мастерской и приходивших к тёплым коричневым теням и холодным светам, Моне, вглядываясь в белое платье под открытым небом находит совершенно иные закономерности: освещённые места у него тёплые, а тени светятся холодной голубизной.

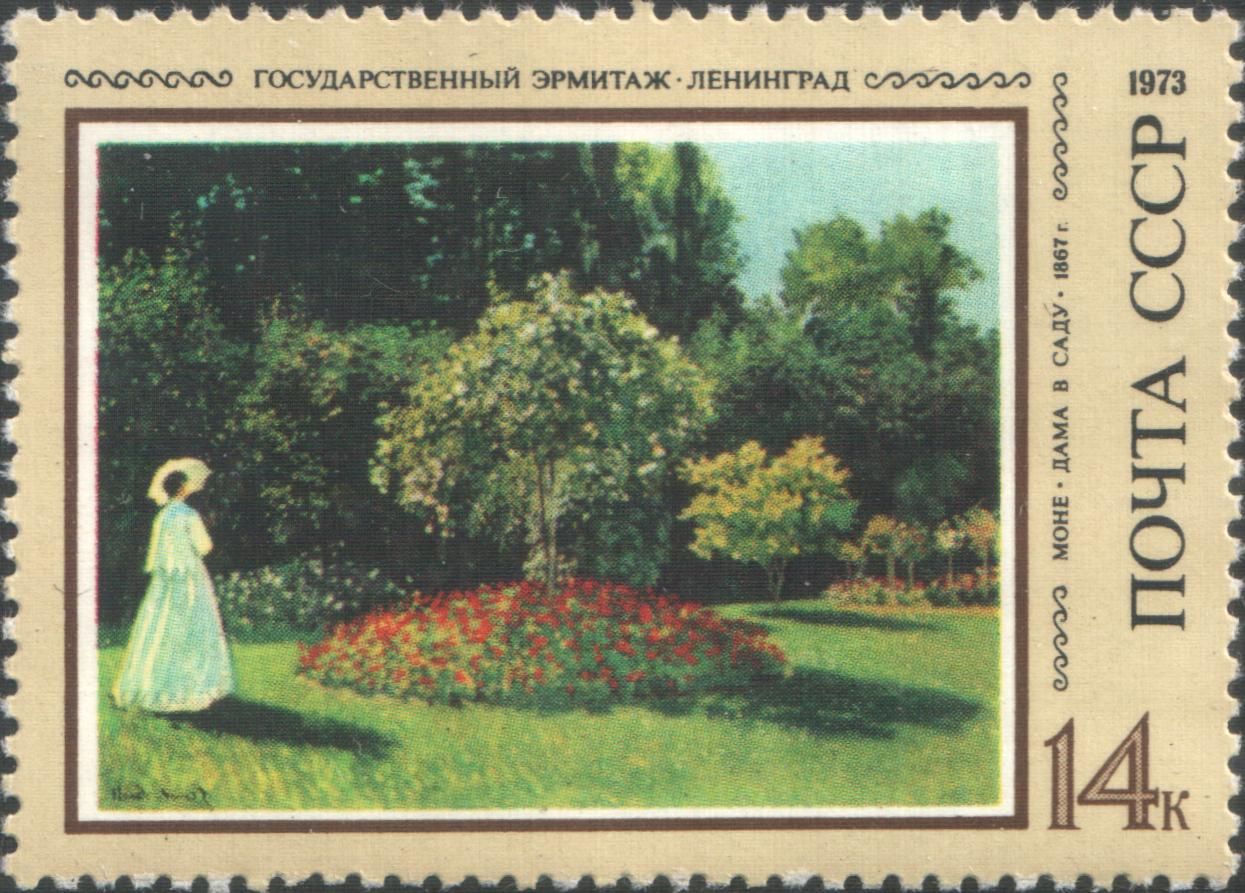
«Дама в саду Сент-Адресс» на почтовой марке СССР

В 1973 году почтой СССР была выпущена почтовая марка достоинством 14 копеек с репродукцией картины.